# Tour de France 2016
Le Tour de France 2016 est la 103e édition du Tour de France cycliste. Il part le 2 juillet 2016 du Mont-Saint-Michel. La course traverse la France dans le sens anti-horaire et effectue des excursions en Espagne, en Andorre et en Suisse, mais ignore le Grand Est. Elle se termine sur l'avenue des Champs-Élysées à Paris, le 24 juillet 2016. Un total de 198 coureurs au sein de 22 équipes participent à la course d'une longueur de 3 529 km.
Le Britannique Christopher Froome remporte son troisième Tour de France après 2013 et 2015, devançant le Français Romain Bardet et le Colombien Nairo Quintana.
Peter Sagan remporte pour la cinquième fois consécutive le classement par points et se voit attribuer également le prix du super-combatif tandis que son équipier Rafał Majka arrive pour la deuxième fois à Paris avec le maillot de meilleur grimpeur. Adam Yates, 4e du classement général, est le meilleur jeune de cette édition. L'équipe Movistar où l'on retrouve notamment Nairo Quintana remporte le classement par équipes.
Le Tour 2016 est la dix-huitième épreuve de l'UCI World Tour 2016. À l'issue de l'épreuve, Peter Sagan conserve la tête du classement individuel.

## Parcours

### Généralités
Le parcours complet est annoncé par ASO le 20 octobre 2015. L'édition 2016 du Tour de France comporte vingt-et-une étapes dont deux contre-la-montre individuels,. La longueur totale est de 3 529 km après que la 12e étape a été raccourcie.

### Le Grand Départ dans la Manche

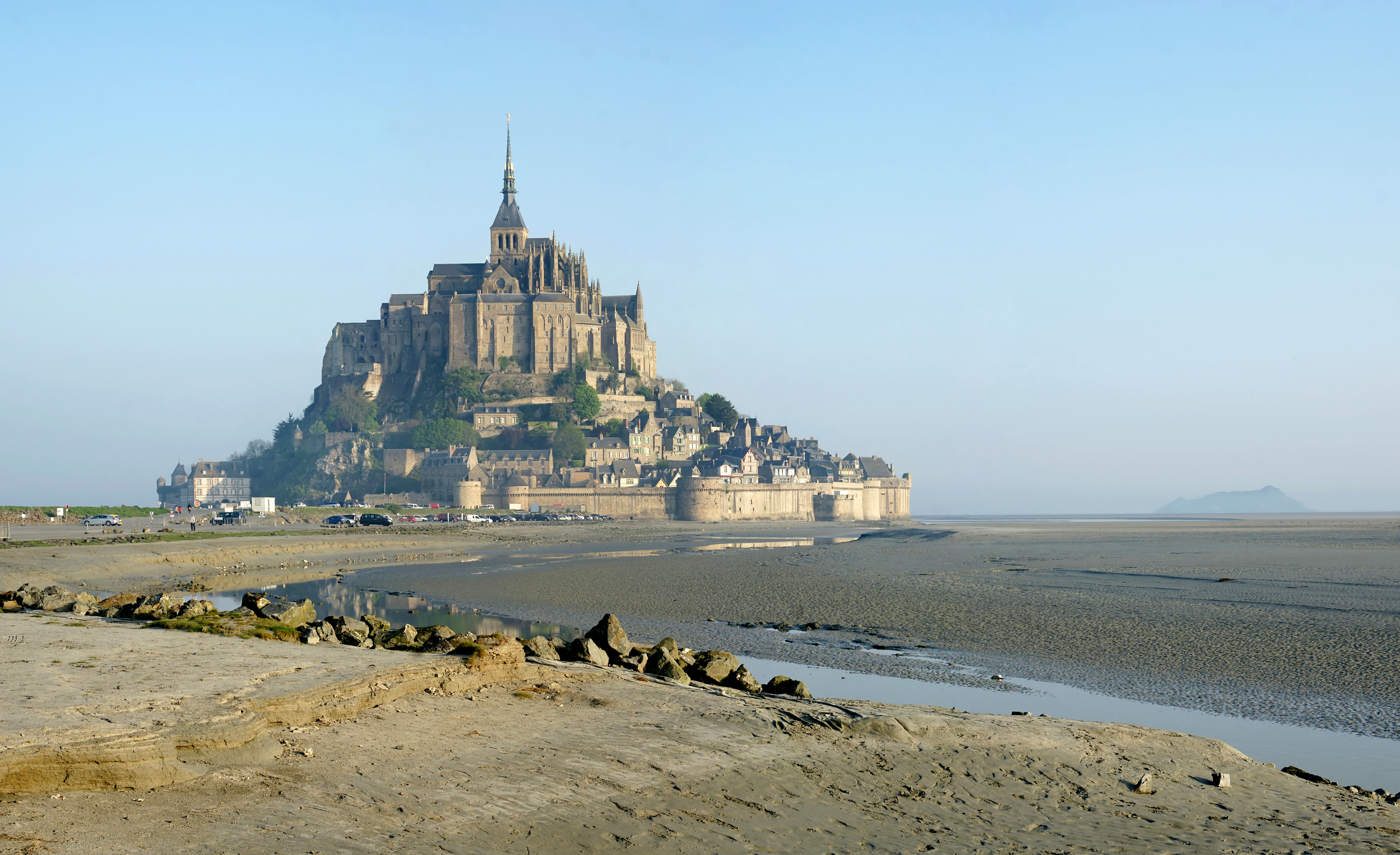
Le Mont-Saint-Michel.

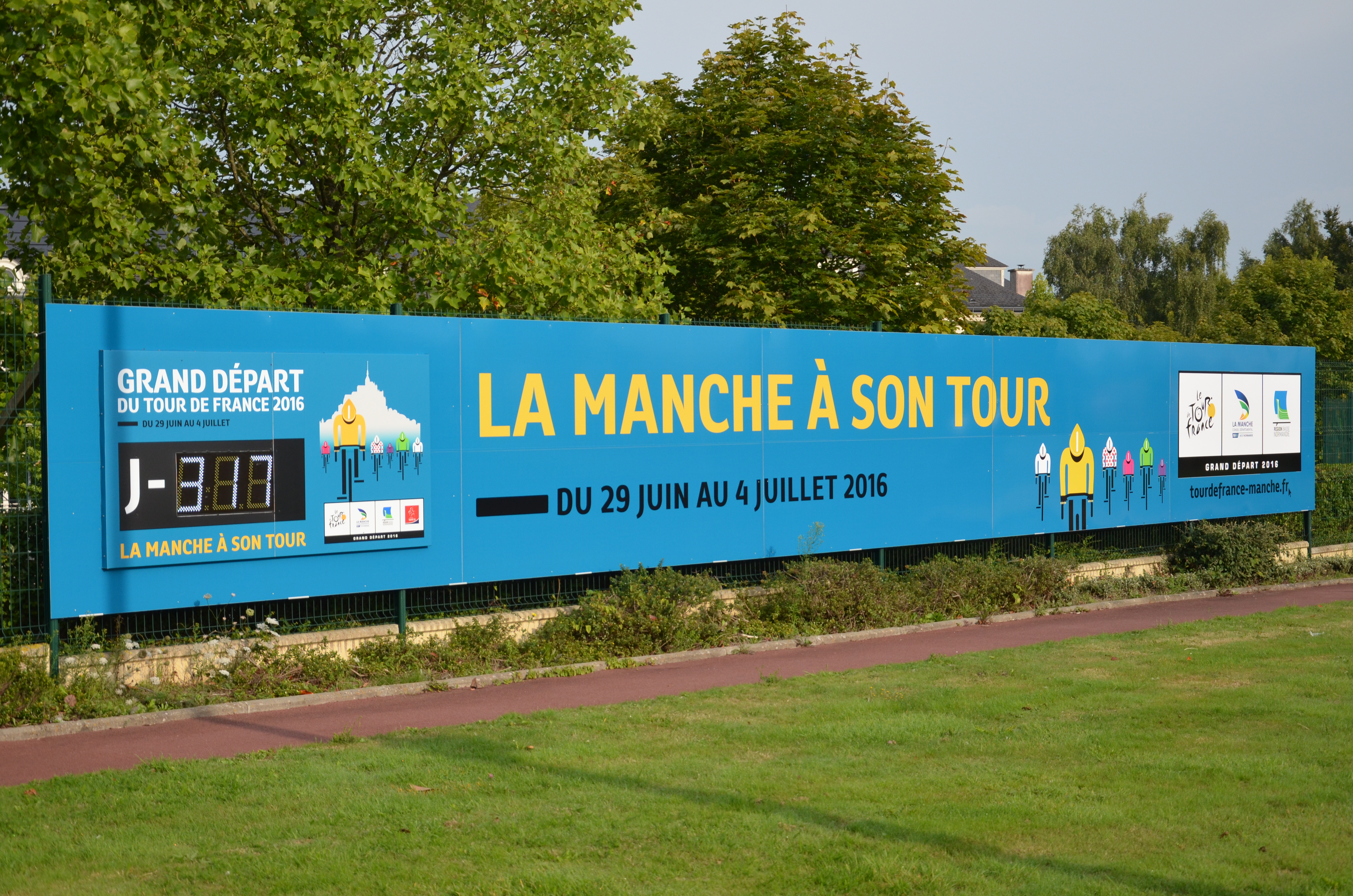
Compte à rebours avant le départ de l'épreuve, installé à Saint-Lô.

Lors de la présentation de l'épreuve au Palais des congrès de Paris, un « grand départ » dans le département de la Manche est annoncé par l'organisateur, le Tour de France y passera trois jours. L'épreuve cycliste est déjà venue à 23 reprises dans ce département, mais jamais pour un départ.
La première étape, au départ du Mont-Saint-Michel (où le tour est déjà passé en 1990 et en 2013) vers la plage d'Utah Beach (lieu du débarquement allié en 1944), est, selon l'organisateur, favorable aux sprinteurs. La deuxième étape, partant de Saint-Lô, préfecture du département, s'achèvera par un final accidenté à Cherbourg-en-Cotentin. L'organisateur, par la voix de Thierry Gouvenou, voit dans la présence de la côte de La Glacerie une occasion pour les leaders de se mettre en avant.

### Première semaine: de la Loire aux Pyrénées
La troisième étape part de Granville, et quitte alors le département de la Manche, pour arriver à Angers, pour une étape favorable aux sprinteurs. Le lendemain, partant de Saumur, c'est en direction de Limoges que le peloton se dirige pour une étape pouvant sacrer un puncheur ou un sprinteur. La cinquième étape sera plus montagneuse et traversera le Massif central pour rallier la station du Lioran, via le pas de Peyrol et le col du Perthus. La course continue sa descente vers le sud en partant le lendemain d'Arpajon-sur-Cère pour arriver à Montauban, avant d'aborder les Pyrénées dès la septième étape.
La première étape pyrénéenne part de L'Isle-Jourdain et abordera le col d'Aspin, par son versant le plus difficile (comme en 2015), comme unique difficulté de l'étape, avec une arrivée inédite tracée au lac de Payolle. La seconde étape du massif rallie deux villes à jamais liées au Tour de France : Pau et Bagnères-de-Luchon. Le parcours emprunte les cols du Tourmalet, de la Hourquette d'Ancizan (pour la première fois par le versant nord), de Val Louron-Azet et de Peyresourde pour finir. Enfin, la troisième étape se déroule intégralement à l'étranger, en Espagne et en Andorre : partant de Vielha dans le Val d'Aran, le peloton devra rallier la station d'Arcalis après avoir franchi le port de la Bonaigua et le port del Cantó, avant d'entrer en Andorre et gravir les cols de la Comella et de Beixalís, découverts en 2015 sur la Vuelta. À l'issue de cette étape, les coureurs prendront une journée de repos.
Pour cette édition, le Tour de France n'alterne pas les massifs d'une année sur l'autre : c'est donc la deuxième fois consécutive que la course aborde les Pyrénées avant les Alpes. Ce cas de figure s'était également produit en 2009.

### Deuxième semaine: de l'Andorre à la Suisse

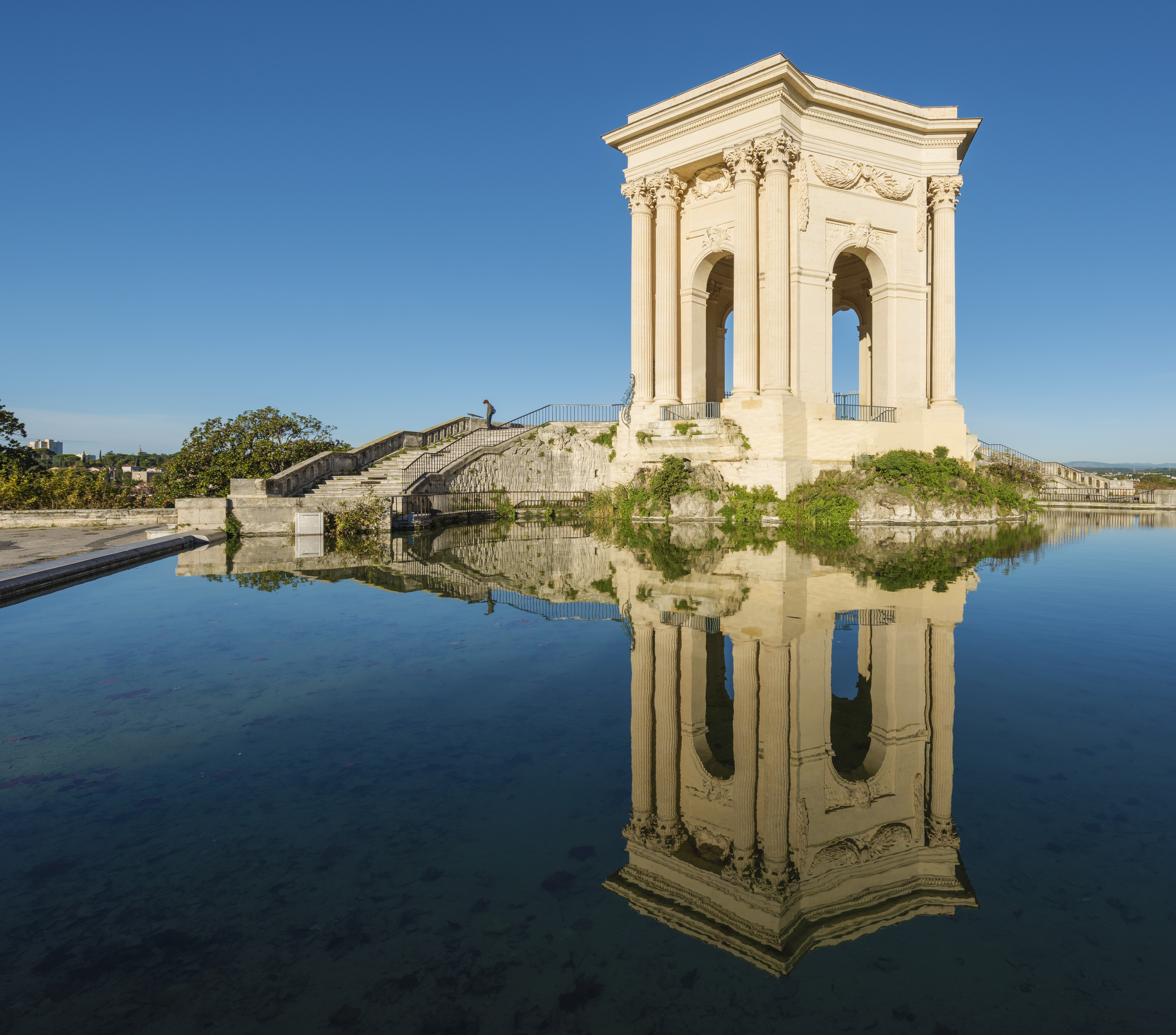
Lors du départ de Montpellier, les coureurs passent près du Peyrou.

La course repart mardi 12 juillet d'Escaldes-Engordany pour revenir en France et rallier Revel, non sans avoir franchi le Port d'Envalira, culminant à 2 409 mètres et, étant la plus haute ascension de l'épreuve, décernant le souvenir Henri-Desgrange. L'étape est favorable aux puncheurs et baroudeurs avec la côte de Saint-Ferréol. Après une nouvelle étape pour sprinteurs entre Carcassonne et Montpellier, les coureurs retrouvent un monument de l'épreuve pour la fête nationale le 14 juillet : le mont Ventoux. Cependant, à la suite de vents très violents au sommet, l'arrivée est jugée pour la première fois au Chalet Reynard. Le lendemain a lieu le premier contre-la-montre individuel du Tour, tracé dans le département de l'Ardèche et ralliant Bourg-Saint-Andéol à Vallon-Pont-d'Arc, l'arrivée étant tracée à la Caverne du Pont-d'Arc, réplique de la Grotte Chauvet.
Le samedi 16 juillet est l'occasion pour les sprinteurs de s'exprimer avec une étape remontant vers le nord entre Montélimar et le Parc des oiseaux de Villars-les-Dombes, avant une étape montagneuse dans l'Ain entre Bourg-en-Bresse et Culoz. Le tracé arrive dans le massif du Jura Sud traversant le Bugey et le Valromey, où il retrouve le col du Grand Colombier, qui est à l'honneur avec un final en boucle : les versants de Lochieu et de Culoz sont gravis dans la même étape. Enfin, pour clore la semaine, une étape propice aux baroudeurs comme aux sprinteurs est tracée entre Moirans-en-Montagne et Berne, capitale de la Suisse, où les coureurs profitent du deuxième jour de repos.

### Troisième semaine: un final en Haute-Savoie

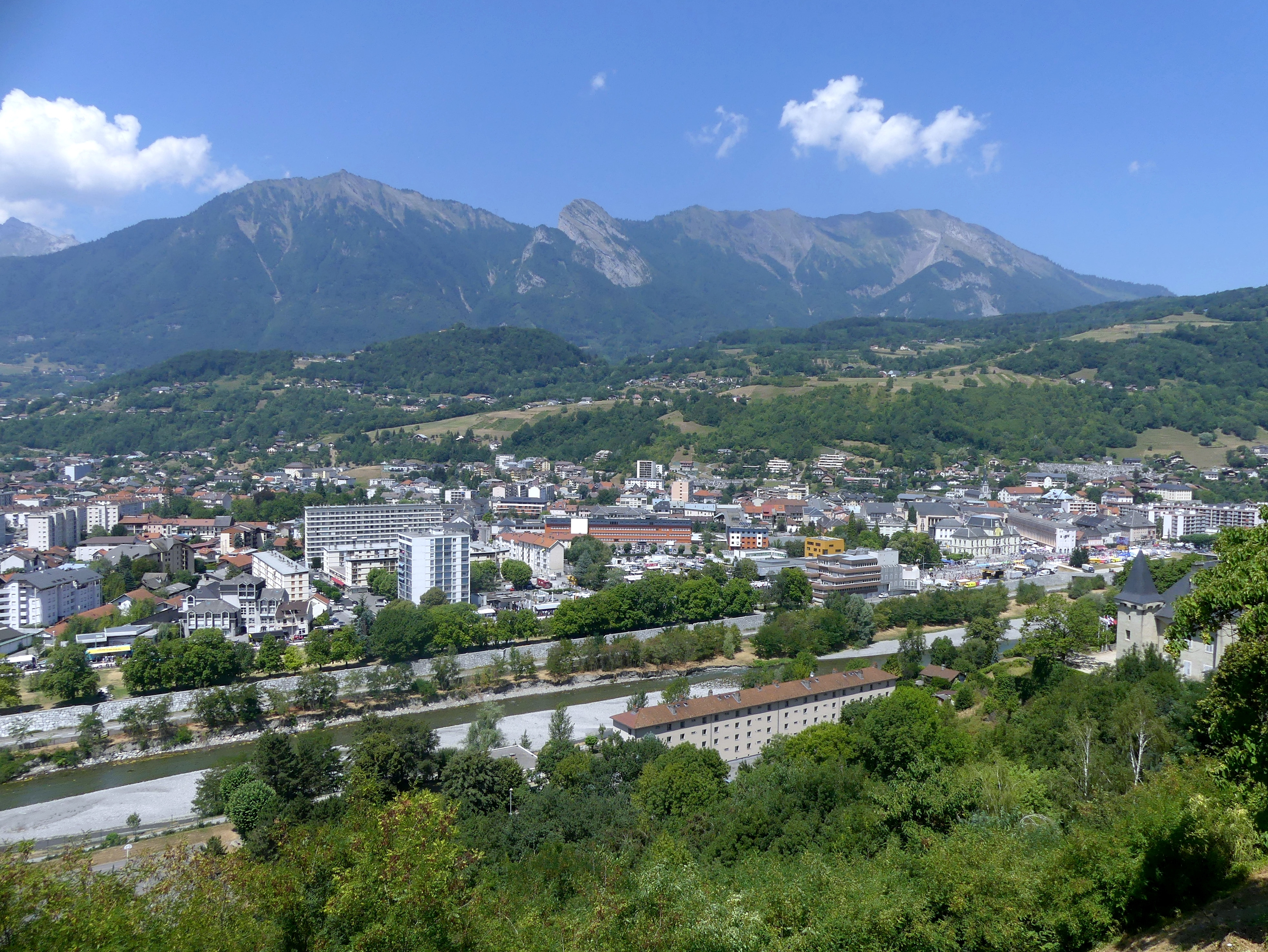
Vue d'ensemble d'Albertville.

Mercredi 20 juillet, le peloton repart de Berne et franchit les cols des Mosses et de la Forclaz, avant d'aborder l'ascension finale vers le barrage d'Émosson au-dessus de Finhaut. L'arrivée est inédite sur le Tour mais avait déjà été testée sur le Critérium du Dauphiné en 2014. Retour en France le lendemain avec un contre-la-montre en montagne, une première depuis 2004 : les 17 km séparant Sallanches et Megève passent par les côtes de Domancy et des Chozeaux, pour rendre hommage au titre mondial de Bernard Hinault en 1980.
L'étape suivante relie Albertville à la station de Saint-Gervais-les-Bains dans une étape riche en nouveautés : après avoir franchi le col de Tamié, deux autres cols nommés Forclaz sont gravis en début d'étape : la Forclaz de Montmin et la Forclaz de Queige, cette dernière étant inédite sur le Tour. Puis une nouvelle difficulté inédite se dresse sur le parcours, la montée de Bisanne, avant de redescendre et d'attaquer l'ultime arrivée au sommet du Tour à Saint-Gervais. Enfin, à la veille de l'arrivée finale, une ultime étape de montagne est tracée entre Megève et Morzine, passant par les cols des Aravis, de la Colombière, de la Ramaz et de Joux Plane, juge de paix de l'édition 2016. Cette étape est également celle de la cyclosportive de l'Étape du Tour qui accueille plus de 10 000 cyclistes amateurs. Après un transfert aérien vers Chantilly, l'arrivée finale sera jugée une nouvelle fois sur les Champs-Élysées à Paris.

## Participants

### Équipes
En tant qu'épreuve World Tour, les dix-huit WorldTeams participent à la course.
L'organisateur a communiqué la liste des quatre équipes invitées le 2 mars 2016. Vingt-deux équipes participent à ce Tour de France — dix-huit WorldTeams et quatre équipes continentales professionnelles :
| UCI WorldTeams     | UCI WorldTeams | UCI WorldTeams |
| Nom de l'équipe    | Pays           | Code           |
| ------------------ | -------------- | -------------- |
| AG2R La Mondiale   | France         | ALM            |
| Astana             | Kazakhstan     | AST            |
| BMC Racing         | États-Unis     | BMC            |
| Cannondale-Drapac  | États-Unis     | CDT            |
| Dimension Data     | Afrique du Sud | DDD            |
| Etixx-Quick Step   | Belgique       | EQS            |
| FDJ                | France         | FDJ            |
| Giant-Alpecin      | Allemagne      | TGA            |
| IAM                | Suisse         | IAM            |
| Katusha            | Russie         | KAT            |
| Lampre-Merida      | Italie         | LAM            |
| Lotto NL-Jumbo     | Pays-Bas       | TLJ            |
| Lotto-Soudal       | Belgique       | LTS            |
| Movistar           | Espagne        | MOV            |
| Orica-BikeExchange | Australie      | OBE            |
| Sky                | Royaume-Uni    | SKY            |
| Tinkoff            | Russie         | TNK            |
| Trek-Segafredo     | États-Unis     | TFS            |

| Équipes continentales professionnelles | Équipes continentales professionnelles | Équipes continentales professionnelles |
| Nom de l'équipe                        | Pays                                   | Code                                   |
| -------------------------------------- | -------------------------------------- | -------------------------------------- |
| Bora-Argon 18                          | Allemagne                              | BOA                                    |
| Cofidis                                | France                                 | COF                                    |
| Direct Énergie                         | France                                 | DEN                                    |
| Fortuneo-Vital Concept                 | France                                 | FVC                                    |

### Favoris

#### Pour le classement général
Le grand favori de la course est le tenant du titre, le Britannique Christopher Froome. Il vient de remporter le Critérium du Dauphiné devant la majorité de ses adversaires du Tour. L'Espagnol Alberto Contador et le Colombien Nairo Quintana sont les deux autres favoris de la course. Les Français Thibaut Pinot et Romain Bardet, les Italiens Fabio Aru et Vincenzo Nibali, l'Australien Richie Porte et l'Américain Tejay Van Garderen font partie des principaux outsiders. Warren Barguil, Mathias Frank, Dan Martin, Bauke Mollema, Pierre Rolland, Alejandro Valverde, Daniel Navarro, Joaquim Rodríguez, Rui Costa et Louis Meintjes sont également cités et peuvent prétendre à un top 10.

#### Pour le classement par points
Pour le maillot vert récompensant le vainqueur du classement par points, les favoris sont les sprinteurs.
Le favori est le quadruple tenant du titre, le champion du monde Peter Sagan. Par sa régularité, il peut accumuler les places d'honneur dans les sprints mais aussi des étapes plus difficiles, contrairement aux purs sprinteurs. Ses principaux concurrents sont les sprinteurs allemands André Greipel, Marcel Kittel et Mark Cavendish. Les autres coureurs rapides qui peuvent prétendre au maillot vert sont Edvald Boasson Hagen, Bryan Coquard, Michael Matthews, et Alexander Kristoff.

#### Pour le classement de la montagne
Jusqu'en 2012, le maillot de meilleur grimpeur (maillot à pois) est souvent gagné par un bon grimpeur qui ne vise pas le classement général. De cette façon, le coureur bénéficie de plus de liberté et peut lancer des attaques de loin, pour collecter les points sur les montées parsemées tout le long du parcours. Cependant, depuis le changement du barème, les favoris du classement général sont des prétendants naturels au maillot à pois.
Contrairement aux autres classements annexes, les suiveurs ne parviennent pas à isoler un favori. Les prétendants sont : Thomas Voeckler (vainqueur en 2012), Dan Martin, Joaquim Rodríguez, Serge Pauwels ou Nicolas Edet.
Le Colombien Jarlinson Pantano et l'Espagnol Mikel Nieve (vainqueur du classement de la montagne sur le Tour d'Italie 2016) sont également cités comme des outsiders potentiels.
Les principaux favoris pour le classement général Nairo Quintana, Christopher Froome et Alberto Contador sont des candidats naturels au maillot à pois grâce au nombre important d'arrivées au sommet. D'autres coureurs, qui visent un bon classement général sont également cités, comme Romain Bardet, Pierre Rolland, Thibaut Pinot, Fabio Aru ou Vincenzo Nibali.

#### Pour le classement du meilleur jeune
Les cyclistes de la génération 1990 (Quintana, Pinot, Aru, Bardet) n'étant plus éligibles à ce classement, plusieurs coureurs peuvent prétendre à remporter le maillot blanc qui récompense le meilleur coureur de moins de 25 ans du classement général.
Le favori des suiveurs est le Français Warren Barguil, récent troisième du Tour de Suisse. Les principaux prétendants sont son compatriote Julian Alaphilippe, le Sud-Africain Louis Meintjes, le Néerlandais Wilco Kelderman et le Britannique Adam Yates. Les outsiders également cités sont : Eduardo Sepúlveda, Emanuel Buchmann, Lawson Craddock et Patrick Konrad,,.

## Règlement de la course

### Règlement du classement général
Le classement général, dont le leader porte le maillot jaune, s'établit en additionnant les temps réalisés à chaque étape, puis en ôtant d'éventuelles bonifications (10, 6 et 4 s à l'arrivée des étapes en ligne). En cas d'égalité, les critères de départage, dans l'ordre, sont : 
- Centièmes de seconde enregistrés lors des contre-la-montre,
- Addition des places obtenues lors de chaque étape,
- Place obtenue lors de la dernière étape.

### Règlement du classement par points
|                                                                            | 1 | 2 | 3 | 4 | 5 | 6 | 7 | 8 | 9 | 10 | 11 | 12 | 13 | 14 | 15 | 16 | 17 | 18 | 19 | 20 | 21 |
| -------------------------------------------------------------------------- | - | - | - | - | - | - | - | - | - | -- | -- | -- | -- | -- | -- | -- | -- | -- | -- | -- | -- |
| Étapes en ligne dites « sans difficulté particulière »                     |   |   |   |   |   |   |   |   |   |    |    |    |    |    |    |    |    |    |    |    |    |
| Étapes en ligne dites de « parcours accidenté »                            |   |   |   |   |   |   |   |   |   |    |    |    |    |    |    |    |    |    |    |    |    |
| Étapes en ligne dites de « haute montagne » ou contre-la-montre individuel |   |   |   |   |   |   |   |   |   |    |    |    |    |    |    |    |    |    |    |    |    |

À l'issue de chaque étape, le leader du classement par points porte le maillot vert. Comme l'an dernier, il n'y aura qu'un seul sprint intermédiaire maximum par étape. Le classement par points est établi en fonction du barème suivant :
- Pour les arrivées des étapes en ligne dites « sans difficulté particulière » (étapes 1, 2, 3, 4, 6, 11, 14, 16 et 21) : 50 points, 30, 20, 18, 16, 14, 12, 10, 8, 7, 6, 5, 4, 3 et 2 points pour les 15 premiers coureurs classés
- Pour les arrivées des étapes en ligne dites de « parcours accidenté » (étapes 5, 7, 10 et 12) : 30 points, 25, 22, 19, 17, 15, 13, 11, 9, 7, 6, 5, 4, 3 et 2 points pour les 15 premiers coureurs classés
- Pour les arrivées des étapes en ligne dites de « haute montagne » (étapes 8, 9, 15, 17, 19 et 20), les « contre-la-montre individuels » (étape 13 et 18) et les sprints intermédiaires : 20 points, 17, 15, 13, 11, 10, 9, 8, 7, 6, 5, 4, 3, 2 et 1 point pour les 15 premiers coureurs classés.

Un coureur qui arrive en dehors des délais (par exemple dans un éventuel gruppetto) à une étape et qui est repêché reçoit une pénalité équivalente au nombre de points attribués au vainqueur de l'étape. Cette pénalité est automatique et peut conduire à un solde de points négatif.
En cas d'égalité de points au classement général les coureurs sont départagés par : 
- Le nombre de victoires d'étape,
- Le nombre de victoires dans les sprints intermédiaires comptant pour le classement général par points,
- Le classement général individuel au temps en cas d'égalité absolue.

Pour être déclaré vainqueur du classement par points, le coureur se doit de terminer le Tour de France.

### Règlement du classement de la montagne
Le classement de la montagne, dont le leader porte le maillot à pois est établi en fonction du barème suivant, identique à 2015 :
- Côte hors-catégorie : 25, 20, 16, 14, 12, 10, 8, 6, 4 et 2 points aux 10 premiers coureurs classés
- Côte de 1re catégorie : 10, 8, 6, 4, 2 et 1 point aux 6 premiers coureurs classés
- Côte de 2e catégorie : 5, 3, 2 et 1 point aux 4 premiers coureurs classés
- Côte de 3e catégorie : 2 et 1 point aux 2 premiers coureurs classés
- Côte de 4e catégorie : 1 point au premier coureur classé

Comme les années précédentes les points attribués à une arrivée sur une côte de deuxième, première ou hors-catégorie seront doublés. Ainsi les points du classement de la montagne attribués à l'arrivée seront doublés pour les étapes 9, 12, 17 et 19.
- Pour les 9e, 12e et 17e étapes, 50, 40, 32, 28, 24, 20, 16, 12, 8 et 4 points seront attribués aux 10 premiers coureurs classés.
- Pour la 19e étape, 20, 16, 12, 8, 4 et 2 points seront attribués aux 6 premiers coureurs classés.

En cas d'égalité de points entre deux coureurs au classement général final, le coureur ayant obtenu le plus grand nombre de places de premier au sommet des côtes hors catégorie est déclaré vainqueur.
Si l'égalité demeure, le coureur ayant obtenu le plus grand nombre de places de premier au sommet des côtes de première catégorie est déclaré vainqueur, et ainsi de suite jusqu'aux côtes de quatrième catégorie, puis enfin par le classement général individuel au temps en cas d'égalité absolue.
Pour être déclaré vainqueur du classement de la montagne, le coureur se doit de terminer le Tour de France.

### Règlement des autres classements annexes
- Le classement du meilleur jeune, dont le leader porte le maillot blanc, est réservé aux coureurs nés depuis le 1er janvier 1991. Le premier d'entre eux au classement général individuel au temps est leader journalier des jeunes. À l'issue de la dernière étape, il est déclaré vainqueur du classement des jeunes. En cas d'ex æquo, les mêmes critères de départage que pour le maillot jaune sont appliqués.
- Le classement par équipes de l'étape est obtenu par la somme des trois meilleurs temps individuels de chaque équipe (bonifications non comprises). En cas d'égalité, les critères de départage, dans l'ordre, sont : addition des places des 3 premiers coureurs des équipes concernées, place du meilleur coureur sur l'étape. Le classement général est obtenu par somme des temps obtenus par l'équipe à chaque étape. En cas d'égalité, les critères de départage, dans l'ordre, sont : nombre de premières places dans le classement par équipes du jour, nombre de deuxièmes places dans le classement par équipes du jour, etc., place au classement général du meilleur coureur des équipes concernées.
- Le prix de la combativité récompense « le coureur le plus généreux dans l'effort et manifestant le meilleur esprit sportif ». Ce prix, établi dans les étapes en ligne, est décerné par un jury présidé par le directeur de l'organisation. Le combatif de l'étape porte dans l’étape suivante un dossard rouge. À l'issue de la dernière étape un Super Combatif du Tour est désigné par les membres du Jury du Tour de France.

### Primes
Le montant des prix et des primes distribués par l'organisateur se montent à 2 295 850 €. Le tableau ci-dessous liste les primes accordées aux premiers d'étapes et aux dix premiers du classement final :
| Position           | 1er       | 2e        | 3e        | 4e       | 5e       | 6e       | 7e       | 8e      | 9e      | 10e     |
| Classement général | 500 000 € | 200 000 € | 100 000 € | 70 000 € | 50 000 € | 23 000 € | 11 500 € | 7 600 € | 4 500 € | 3 800 € |
| Par étape          | 11 000 €  | 5 500 €   | 2 800 €   | 1 500 €  | 830 €    | 780 €    | 730 €    | 670 €   | 650 €   | 600 €   |

À noter que les 20 premiers de chaque étape et les 160 premiers du classement général reçoivent une prime (1 100 € pour le 19e et 1 000 € pour tous les coureurs classés de la 20e à la 160e place).
- Le détenteur du maillot jaune (1er du classement général) reçoit une récompense quotidienne de 500 €.
- Le détenteur du maillot vert (1er du classement par points) reçoit une récompense quotidienne de 300 €.
- Le détenteur du maillot à pois rouges (1er du classement de la montagne) reçoit une récompense quotidienne de 300 €.
- Le détenteur du maillot blanc (1er du classement des jeunes) reçoit une récompense quotidienne de 300 €.

Le tableau ci-dessous liste les primes accordées en ce qui concerne les prix du meilleur sprinteur (maillot vert) :
| Position               | 1er      | 2e       | 3e       | 4e      | 5e      | 6e      | 7e      | 8e      |
| Classement par points  | 25 000 € | 15 000 € | 10 000 € | 4 000 € | 3 500 € | 3 000 € | 2 500 € | 2 000 € |
| Sprints intermédiaires | 1 500 €  | 1 000 €  | 500 €    |         |         |         |         |         |

Le tableau ci-dessous liste les primes accordées en ce qui concerne les prix du meilleur grimpeur (maillot à pois rouges) :
| Position                             | 1er      | 2e       | 3e       | 4e      | 5e      | 6e      | 7e      | 8e      |
| Classement par points                | 25 000 € | 15 000 € | 10 000 € | 4 000 € | 3 500 € | 3 000 € | 2 500 € | 2 000 € |
| Cols hors catégorie                  | 800 €    | 450 €    | 300 €    |         |         |         |         |         |
| Cols de première catégorie           | 650 €    | 400 €    | 150 €    |         |         |         |         |         |
| Cols ou côtes de deuxième catégorie  | 500 €    | 250 €    |          |         |         |         |         |         |
| Cols ou côtes de troisième catégorie | 300 €    |          |          |         |         |         |         |         |
| Cols ou côtes de quatrième catégorie | 200 €    |          |          |         |         |         |         |         |

Le tableau ci-dessous liste les primes accordées en ce qui concerne les prix du meilleur jeune (maillot blanc) :
| Position       | 1er      | 2e       | 3e       | 4e      |
| Classement     | 20 000 € | 15 000 € | 10 000 € | 5 000 € |
| À chaque étape | 500 €    |          |          |         |

Le tableau ci-dessous liste les primes accordées en ce qui concerne les prix de la meilleure équipe (dossard jaune) :
| Position       | 1er      | 2e       | 3e       | 4e       | 5e      |
| Classement     | 50 000 € | 30 000 € | 20 000 € | 12 000 € | 8 000 € |
| À chaque étape | 2 800 €  |          |          |          |         |

- Chaque jour (hors contre-la-montre), le plus combatif reçoit une récompense de 2 000 €.
- À l'issue des 21 étapes, le super combatif reçoit une récompense de 20 000 €.
- Trois primes exceptionnelles sont attribuées au coureur qui passe en tête au sommet de ces deux cols :
  - Souvenir Jacques-Goddet au col du Tourmalet (8e étape), doté de 5 000 €.
  - Souvenir Henri-Desgrange au sommet du port d'Envalira (10e étape), doté de 5 000 €.
  - Prix Bernard-Hinault remis au coureur ayant réalisé le meilleur temps lors de l'ascension de la côte de Domancy (18e étape), doté de 5 000 €.

## Déroulement de la course

### 2 - 3 juillet: Cavendish puis Sagan en jaune
La première étape est remportée au sprint par Mark Cavendish, devant Marcel Kittel et le champion du monde Peter Sagan. Cavendish, dont c'est la vingt-septième victoire d'étape, revêt le premier maillot jaune de sa carrière. Le lendemain, Peter Sagan lui succède au classement général en s'imposant à Cherbourg-en-Cotentin, devant Julian Alaphilippe et Alejandro Valverde. Il conserve le maillot jaune à l'issue des deux étapes suivantes, réglées au sprint par Kittel et Cavendish.

### 4 - 8 juillet: Van Avermaet s'impose au Lioran, et prend la tunique jaune

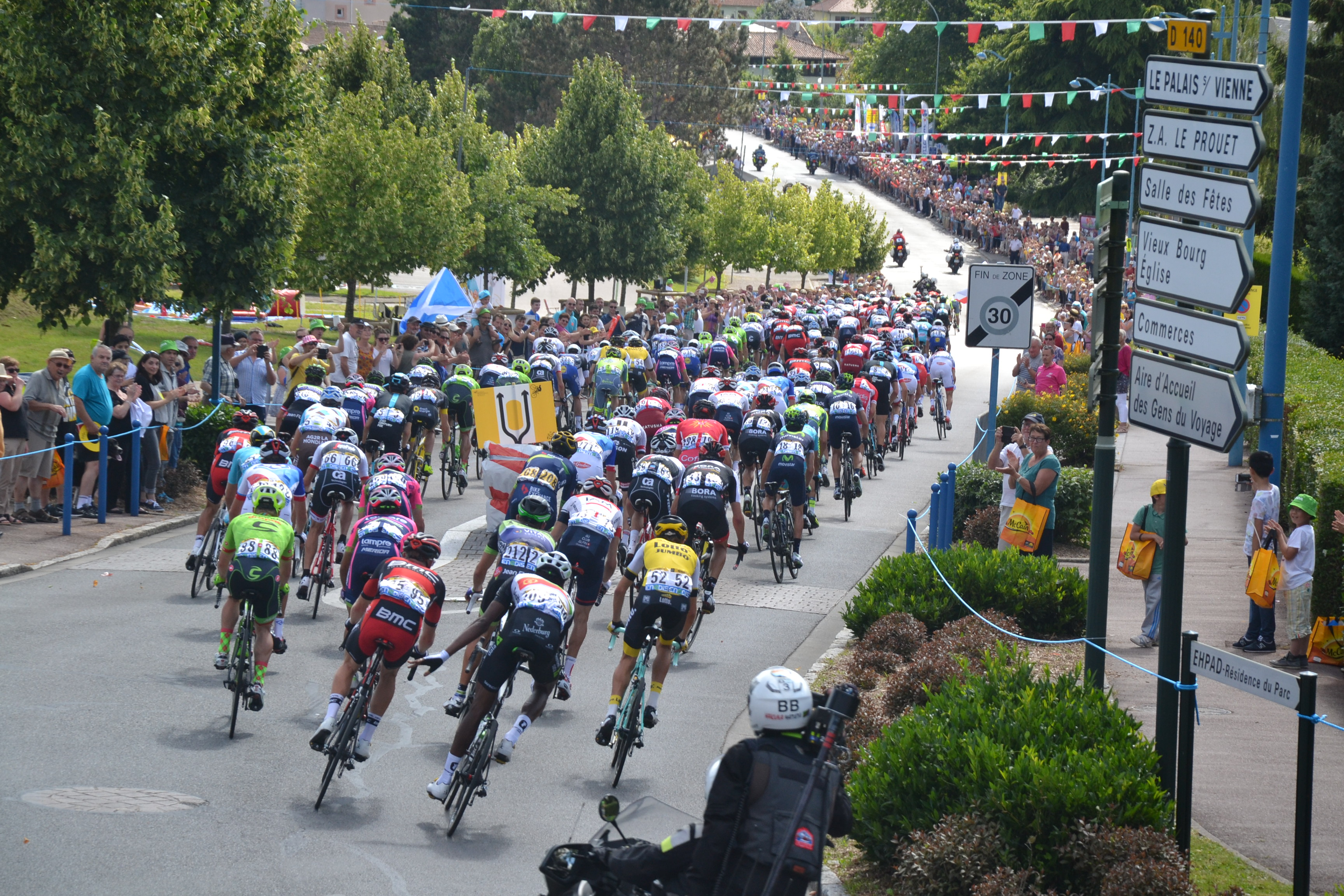
Le peloton lors de la quatrième étape à Panazol.

Le Tour aborde la moyenne montagne lors de la cinquième étape, entre Limoges et Le Lioran. Greg Van Avermaet distance ses huit compagnons d'échappée pour gagner l'étape. Arrivé avec plus de cinq minutes d'avance sur un premier groupe formé par les favoris de la course, il prend la première place du classement général. Lors de la septième étape menant au Lac de Payolle, Greg Van Avermaet augmente son avance d'une minute et demie, tandis qu'Adam Yates s'empare du maillot blanc après une attaque dans les derniers kilomètres.
Le lendemain, Greg Van Avermaet abandonne sa tunique jaune après avoir été définitivement lâché dans l'ascension du Col de Peyresourde. Dans la descente menant à Bagnères-de-Luchon, Christopher Froome attaque et parvient à arriver 13 secondes avant les autres favoris et s'empare ainsi du maillot jaune.

### 12 - 18 juillet: Froome creuse l'écart
Christopher Froome assoit chaque jour un peu plus sa domination, tout d'abord grâce à une attaque avec Peter Sagan, Maciej Bodnar et Geraint Thomas lors de l'arrivée à Montpellier. Mais lors de l'étape arrivant au Mont Ventoux, il est pris dans une chute avec Richie Porte et Bauke Mollema à cause d'une moto bloquée par des spectateurs trop nombreux. Ses deux concurrents repartent mais Christopher Froome ne peut repartir car son vélo est cassé. Il choisit alors de partir en courant, jusqu'à se faire rattraper par une voiture qui lui donne un vélo lui permettant de franchir la ligne. Il perd une minute et quarante secondes, mais est reclassé de manière discutable par les commissaires,, et conserve son maillot jaune en gagnant même de nouvelles secondes au classement général. Le lendemain, Christopher Froome continue de creuser l'écart en arrivant deuxième du premier contre-la-montre derrière Tom Dumoulin.

### 20 - 24 juillet: La Sky contrôle la course, troisième sacre de Christopher Froome

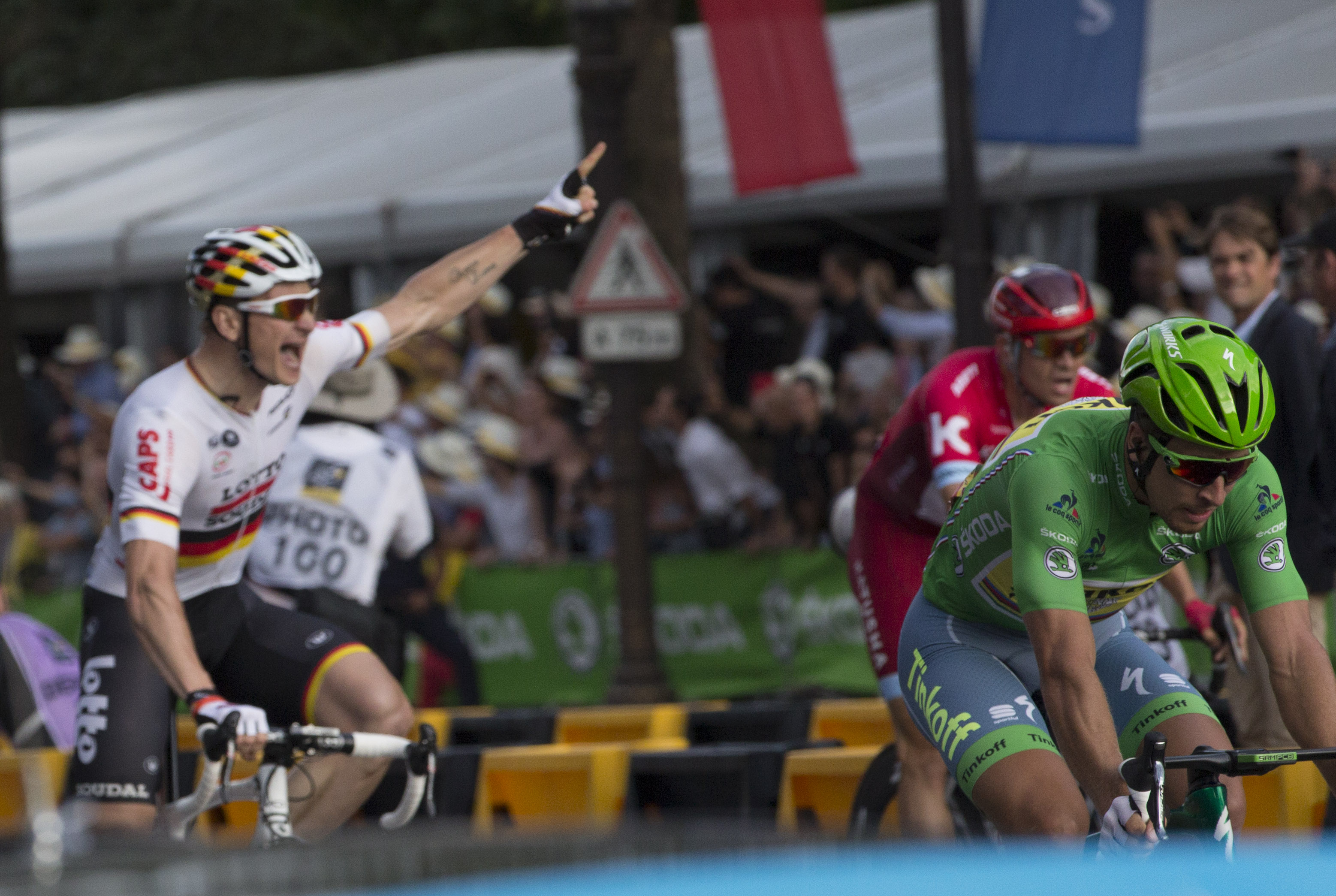
André Greipel célèbre sa victoire sur les Champs-Élysées.

Les 3 étapes alpestres et le contre-la-montre sont l'occasion pour Froome de continuer à contrôler la course, tandis que ses adversaires Bauke Mollema, Romain Bardet, Nairo Quintana, Adam Yates, Richie Porte et Fabio Aru tentent eux de prendre place sur le podium. Lors de la dix-neuvième étape, Romain Bardet attaque dans la montée finale et se hisse à la deuxième place du podium provisoire, tandis que Adam Yates et Bauke Mollema, lâchés, sont éjectés de celui-ci au profit de Nairo Quintana qui prend la troisième place provisoire. Le 24 juillet, André Greipel remporte le sprint des Champs-Élysées, tandis que Christopher Froome remporte son troisième Tour de France devant Romain Bardet et Nairo Quintana.
Peter Sagan remporte le classement par points pour la cinquième fois consécutive, ainsi que le prix du super-combatif. Son équipier Rafał Majka s'adjuge le maillot à pois du meilleur grimpeur. Adam Yates, quatrième du général, est le meilleur jeune de ce Tour de France.

## Étapes
| Étape     | Date            | Villes étapes                                         |                                         | Distance (km)         | Vainqueur d’étape     | Leader du classement général |
| --------- | --------------- | ----------------------------------------------------- | --------------------------------------- | --------------------- | --------------------- | ---------------------------- |
| 1re étape | sam. 2 juillet  | Mont-Saint-Michel – Utah Beach - Sainte-Marie-du-Mont | Étape de plaine                         | 188                   | Mark Cavendish        | Mark Cavendish               |
| 2e étape  | dim. 3 juillet  | Saint-Lô – Cherbourg-Octeville                        | Étape de plaine                         | 183                   | Peter Sagan           | Peter Sagan                  |
| 3e étape  | lun. 4 juillet  | Granville – Angers                                    | Étape de plaine                         | 223,5                 | Mark Cavendish        | Peter Sagan                  |
| 4e étape  | mar. 5 juillet  | Saumur – Limoges                                      | Étape de plaine                         | 237,5                 | Marcel Kittel         | Peter Sagan                  |
| 5e étape  | mer. 6 juillet  | Limoges – Le Lioran                                   | Étape de moyenne montagne               | 216                   | Greg Van Avermaet     | Greg Van Avermaet            |
| 6e étape  | jeu. 7 juillet  | Arpajon-sur-Cère – Montauban                          | Étape de plaine                         | 190,5                 | Mark Cavendish        | Greg Van Avermaet            |
| 7e étape  | ven. 8 juillet  | L'Isle-Jourdain – Lac de Payolle                      | Étape de moyenne montagne               | 162,5                 | Steve Cummings        | Greg Van Avermaet            |
| 8e étape  | sam. 9 juillet  | Pau – Bagnères-de-Luchon                              | Étape de montagne                       | 184                   | Christopher Froome    | Christopher Froome           |
| 9e étape  | dim. 10 juillet | Vielha - Val d'Aran (ESP) – Andorre - Arcalis (AND)   | Étape de montagne                       | 184,5                 | Tom Dumoulin          | Christopher Froome           |
|           | lun. 11 juillet | Andorre (AND)                                         | Jour de repos                           | Journée de repos no 1 | Journée de repos no 1 | Journée de repos no 1        |
| 10e étape | mar. 12 juillet | Escaldes-Engordany (AND) – Revel                      | Étape de moyenne montagne               | 197                   | Michael Matthews      | Christopher Froome           |
| 11e étape | mer. 13 juillet | Carcassonne – Montpellier                             | Étape de plaine                         | 162,5                 | Peter Sagan           | Christopher Froome           |
| 12e étape | jeu. 14 juillet | Montpellier – Chalet Reynard                          | Étape de moyenne montagne               | 178                   | Thomas De Gendt       | Christopher Froome           |
| 13e étape | ven. 15 juillet | Bourg-Saint-Andéol – La Caverne du Pont-d'Arc         | Contre-la-montre individuel             | 37,5                  | Tom Dumoulin          | Christopher Froome           |
| 14e étape | sam. 16 juillet | Montélimar – Villars-les-Dombes - Parc des oiseaux    | Étape de plaine                         | 208,5                 | Mark Cavendish        | Christopher Froome           |
| 15e étape | dim. 17 juillet | Bourg-en-Bresse – Culoz                               | Étape de montagne                       | 160                   | Jarlinson Pantano     | Christopher Froome           |
| 16e étape | lun. 18 juillet | Moirans-en-Montagne – Berne (SUI)                     | Étape de plaine                         | 209                   | Peter Sagan           | Christopher Froome           |
|           | mar. 19 juillet | Berne (SUI)                                           | Jour de repos                           | Journée de repos no 2 | Journée de repos no 2 | Journée de repos no 2        |
| 17e étape | mer. 20 juillet | Berne (SUI) – Finhaut - Émosson (SUI)                 | Étape de montagne                       | 184,5                 | Ilnur Zakarin         | Christopher Froome           |
| 18e étape | jeu. 21 juillet | Sallanches – Megève                                   | Contre-la-montre individuel en montagne | 17                    | Christopher Froome    | Christopher Froome           |
| 19e étape | ven. 22 juillet | Albertville – Saint-Gervais-Mont-Blanc - Le Bettex    | Étape de montagne                       | 146                   | Romain Bardet         | Christopher Froome           |
| 20e étape | sam. 23 juillet | Megève – Morzine                                      | Étape de montagne                       | 146,5                 | Ion Izagirre          | Christopher Froome           |
| 21e étape | dim. 24 juillet | Chantilly – Paris - Champs-Élysées                    | Étape de plaine                         | 113                   | André Greipel         | Christopher Froome           |

Notes :
1. ↑  Initialement prévue au sommet du Mont Ventoux, l'arrivée de l'étape est déplacée au Chalet Reynard en raison du vent violent présent dans les derniers kilomètres d'ascension[18].

## Classements

### Classement général final
| Classement général | Classement général    | Classement général | Classement général | Classement général |
|                    | Coureur               | Pays               | Équipe             | Temps              |
| ------------------ | --------------------- | ------------------ | ------------------ | ------------------ |
| 1er                | Christopher Froome    | Royaume-Uni        | Sky                | en 89 h 4 min 48 s |
| 2e                 | Romain Bardet         | France             | AG2R La Mondiale   | + 4 min 5 s        |
| 3e                 | Nairo Quintana        | Colombie           | Movistar           | + 4 min 21 s       |
| 4e                 | Adam Yates            | Royaume-Uni        | Orica-BikeExchange | + 4 min 42 s       |
| 5e                 | Richie Porte          | Australie          | BMC Racing         | + 5 min 17 s       |
| 6e                 | Alejandro Valverde    | Espagne            | Movistar           | + 6 min 16 s       |
| 7e                 | Joaquim Rodríguez     | Espagne            | Katusha            | + 6 min 58 s       |
| 8e                 | Louis Meintjes        | Afrique du Sud     | Lampre-Merida      | + 6 min 58 s       |
| 9e                 | Dan Martin            | Irlande            | Etixx-Quick Step   | + 7 min 4 s        |
| 10e                | Roman Kreuziger       | Tchéquie           | Tinkoff            | + 7 min 11 s       |
| 11e                | Bauke Mollema         | Pays-Bas           | Trek-Segafredo     | + 13 min 13 s      |
| 12e                | Sergio Henao          | Colombie           | Sky                | + 18 min 51 s      |
| 13e                | Fabio Aru             | Italie             | Astana             | + 19 min 20 s      |
| 14e                | Sébastien Reichenbach | Suisse             | FDJ                | + 24 min 59 s      |
| 15e                | Geraint Thomas        | Royaume-Uni        | Sky                | + 28 min 31 s      |
| 16e                | Pierre Rolland        | France             | Cannondale-Drapac  | + 30 min 42 s      |
| 17e                | Mikel Nieve           | Espagne            | Sky                | + 38 min 30 s      |
| 18e                | Stef Clement          | Pays-Bas           | IAM                | + 38 min 57 s      |
| 19e                | Jarlinson Pantano     | Colombie           | IAM                | + 38 min 59 s      |
| 20e                | Alexis Vuillermoz     | France             | AG2R La Mondiale   | + 42 min 28 s      |
| 21e                | Emanuel Buchmann      | Allemagne          | Bora-Argon 18      | + 47 min 40 s      |
| 22e                | Damiano Caruso        | Italie             | BMC Racing         | + 48 min 23 s      |
| 23e                | Warren Barguil        | France             | Giant-Alpecin      | + 52 min 14 s      |
| 24e                | Haimar Zubeldia       | Espagne            | Trek-Segafredo     | + 53 min 6 s       |
| 25e                | Ilnur Zakarin         | Russie             | Katusha            | + 56 min 33 s      |
| modifier           |                       |                    |                    |                    |

### Classements annexes finals
| Classement par points | Classement par points | Classement par points | Classement par points | Classement par points |
| --------------------- | --------------------- | --------------------- | --------------------- | --------------------- |
|                       | Coureur               | Pays                  | Équipe                | Point(s)              |
| 1er                   | Peter Sagan           | Slovaquie             | Tinkoff               | 470 points            |
| 2e                    | Marcel Kittel         | Allemagne             | Etixx-Quick Step      | 228 pts               |
| 3e                    | Michael Matthews      | Australie             | Orica-BikeExchange    | 199 pts               |
| 4e                    | André Greipel         | Allemagne             | Lotto-Soudal          | 178 pts               |
| 5e                    | Alexander Kristoff    | Norvège               | Katusha               | 172 pts               |
| 6e                    | Bryan Coquard         | France                | Direct Énergie        | 156 pts               |
| 7e                    | Thomas De Gendt       | Belgique              | Lotto-Soudal          | 154 pts               |
| 8e                    | Greg Van Avermaet     | Belgique              | BMC Racing            | 136 pts               |
| 9e                    | Christopher Froome    | Royaume-Uni           | Sky                   | 131 pts               |
| 10e                   | Rafał Majka           | Pologne               | Tinkoff               | 120 pts               |
| modifier              |                       |                       |                       |                       |

| Classement du meilleur grimpeur | Classement du meilleur grimpeur | Classement du meilleur grimpeur | Classement du meilleur grimpeur | Classement du meilleur grimpeur |
| ------------------------------- | ------------------------------- | ------------------------------- | ------------------------------- | ------------------------------- |
|                                 | Coureur                         | Pays                            | Équipe                          | Point(s)                        |
| 1er                             | Rafał Majka                     | Pologne                         | Tinkoff                         | 209 points                      |
| 2e                              | Thomas De Gendt                 | Belgique                        | Lotto-Soudal                    | 130 pts                         |
| 3e                              | Jarlinson Pantano               | Colombie                        | IAM                             | 121 pts                         |
| 4e                              | Ilnur Zakarin                   | Russie                          | Katusha                         | 84 pts                          |
| 5e                              | Rui Costa                       | Portugal                        | Lampre-Merida                   | 76 pts                          |
| 6e                              | Serge Pauwels                   | Belgique                        | Dimension Data                  | 62 pts                          |
| 7e                              | Stef Clement                    | Pays-Bas                        | IAM                             | 53 pts                          |
| 8e                              | Vincenzo Nibali                 | Italie                          | Astana                          | 36 pts                          |
| 9e                              | Kristijan Đurasek               | Croatie                         | Lampre-Merida                   | 36 pts                          |
| 10e                             | Thomas Voeckler                 | France                          | Direct Énergie                  | 33 pts                          |
| modifier                        |                                 |                                 |                                 |                                 |

| Classement général du meilleur jeune | Classement général du meilleur jeune | Classement général du meilleur jeune | Classement général du meilleur jeune | Classement général du meilleur jeune |
|                                      | Coureur                              | Pays                                 | Équipe                               | Temps                                |
| ------------------------------------ | ------------------------------------ | ------------------------------------ | ------------------------------------ | ------------------------------------ |
| 1er                                  | Adam Yates                           | Royaume-Uni                          | Orica-BikeExchange                   | en 89 h 9 min 30 s                   |
| 2e                                   | Louis Meintjes                       | Afrique du Sud                       | Lampre-Merida                        | + 2 min 16 s                         |
| 3e                                   | Emanuel Buchmann                     | Allemagne                            | Bora-Argon 18                        | + 42 min 58 s                        |
| 4e                                   | Warren Barguil                       | France                               | Giant-Alpecin                        | + 47 min 32 s                        |
| 5e                                   | Wilco Kelderman                      | Pays-Bas                             | Lotto NL-Jumbo                       | + 1 h 19 min 56 s                    |
| 6e                                   | Julian Alaphilippe                   | France                               | Etixx-Quick Step                     | + 1 h 55 min 27 s                    |
| 7e                                   | Jan Polanc                           | Slovénie                             | Lampre-Merida                        | + 2 h 13 min 42 s                    |
| 8e                                   | Eduardo Sepúlveda                    | Argentine                            | Fortuneo-Vital Concept               | + 2 h 23 min 45 s                    |
| 9e                                   | Alexey Lutsenko                      | Kazakhstan                           | Astana                               | + 2 h 37 min 10 s                    |
| 10e                                  | Patrick Konrad                       | Autriche                             | Bora-Argon 18                        | + 2 h 41 min 50 s                    |
| modifier                             |                                      |                                      |                                      |                                      |

| Classement par équipes | Classement par équipes | Classement par équipes | Classement par équipes |
|                        | Équipe                 | Pays                   | Temps                  |
| ---------------------- | ---------------------- | ---------------------- | ---------------------- |
| 1re                    | Movistar               | Espagne                | en 267 h 20 min 45 s   |
| 2e                     | Sky                    | Royaume-Uni            | + 8 min 14 s           |
| 3e                     | BMC Racing             | États-Unis             | + 48 min 11 s          |
| 4e                     | AG2R La Mondiale       | France                 | + 56 min 50 s          |
| 5e                     | Astana                 | Kazakhstan             | + 1 h 16 min 58 s      |
| 6e                     | Tinkoff                | Russie                 | + 1 h 52 min 23 s      |
| 7e                     | Trek-Segafredo         | États-Unis             | + 2 h 0 min 16 s       |
| 8e                     | IAM                    | Suisse                 | + 2 h 10 min 3 s       |
| 9e                     | Katusha                | Russie                 | + 2 h 29 min 13 s      |
| 10e                    | Lampre-Merida          | Italie                 | + 2 h 35 min 18 s      |
| modifier               |                        |                        |                        |

#### Prix de la combativité
- Peter Sagan  (Tinkoff)[19]

### Évolution des classements
| Étape              | Vainqueur          | Classement général | Classement par points | Classement de la montagne | Classement du meilleur jeune | Classement par équipes | Prix de la combativité            |
| ------------------ | ------------------ | ------------------ | --------------------- | ------------------------- | ---------------------------- | ---------------------- | --------------------------------- |
| 1                  | Mark Cavendish     | Mark Cavendish     | Mark Cavendish        | Paul Voss                 | Edward Theuns                | Lotto-Soudal           | Anthony Delaplace                 |
| 2                  | Peter Sagan        | Peter Sagan        | Peter Sagan           | Jasper Stuyven            | Julian Alaphilippe           | Orica-BikeExchange     | Jasper Stuyven                    |
| 3                  | Mark Cavendish     | Peter Sagan        | Mark Cavendish        | Jasper Stuyven            | Julian Alaphilippe           | Orica-BikeExchange     | Thomas Voeckler                   |
| 4                  | Marcel Kittel      | Peter Sagan        | Peter Sagan           | Jasper Stuyven            | Julian Alaphilippe           | Orica-BikeExchange     | Oliver Naesen                     |
| 5                  | Greg Van Avermaet  | Greg Van Avermaet  | Peter Sagan           | Thomas De Gendt           | Julian Alaphilippe           | BMC Racing             | Thomas De Gendt                   |
| 6                  | Mark Cavendish     | Greg Van Avermaet  | Mark Cavendish        | Thomas De Gendt           | Julian Alaphilippe           | BMC Racing             | Yukiya Arashiro                   |
| 7                  | Steve Cummings     | Greg Van Avermaet  | Mark Cavendish        | Thomas De Gendt           | Adam Yates                   | BMC Racing             | Vincenzo Nibali                   |
| 8                  | Christopher Froome | Christopher Froome | Mark Cavendish        | Rafał Majka               | Adam Yates                   | BMC Racing             | Thibaut Pinot                     |
| 9                  | Tom Dumoulin       | Christopher Froome | Mark Cavendish        | Thibaut Pinot             | Adam Yates                   | Movistar               | Tom Dumoulin                      |
| 10                 | Michael Matthews   | Christopher Froome | Peter Sagan           | Thibaut Pinot             | Adam Yates                   | BMC Racing             | Peter Sagan                       |
| 11                 | Peter Sagan        | Christopher Froome | Peter Sagan           | Thibaut Pinot             | Adam Yates                   | BMC Racing             | Arthur Vichot                     |
| 12                 | Thomas De Gendt    | Christopher Froome | Peter Sagan           | Thomas De Gendt           | Adam Yates                   | BMC Racing             | Thomas De Gendt                   |
| 13                 | Tom Dumoulin       | Christopher Froome | Peter Sagan           | Thomas De Gendt           | Adam Yates                   | BMC Racing             | Non attribué                      |
| 14                 | Mark Cavendish     | Christopher Froome | Peter Sagan           | Thomas De Gendt           | Adam Yates                   | BMC Racing             | Jérémy Roy                        |
| 15                 | Jarlinson Pantano  | Christopher Froome | Peter Sagan           | Rafał Majka               | Adam Yates                   | Movistar               | Rafał Majka                       |
| 16                 | Peter Sagan        | Christopher Froome | Peter Sagan           | Rafał Majka               | Adam Yates                   | Movistar               | Julian Alaphilippe et Tony Martin |
| 17                 | Ilnur Zakarin      | Christopher Froome | Peter Sagan           | Rafał Majka               | Adam Yates                   | Movistar               | Jarlinson Pantano                 |
| 18                 | Christopher Froome | Christopher Froome | Peter Sagan           | Rafał Majka               | Adam Yates                   | Movistar               | Non attribué                      |
| 19                 | Romain Bardet      | Christopher Froome | Peter Sagan           | Rafał Majka               | Adam Yates                   | Movistar               | Rui Costa                         |
| 20                 | Ion Izagirre       | Christopher Froome | Peter Sagan           | Rafał Majka               | Adam Yates                   | Movistar               | Jarlinson Pantano                 |
| 21                 | André Greipel      | Christopher Froome | Peter Sagan           | Rafał Majka               | Adam Yates                   | Movistar               | Non attribué                      |
| Classements finals | Classements finals | Christopher Froome | Peter Sagan           | Rafał Majka               | Adam Yates                   | Movistar               | Peter Sagan                       |

### UCI World Tour
Ce Tour de France attribue des points pour l'UCI World Tour 2016, par équipes uniquement aux équipes ayant un label WorldTeam, individuellement uniquement aux coureurs des équipes ayant un label WorldTeam.
| Position           | 1er | 2e  | 3e  | 4e  | 5e  | 6e | 7e | 8e | 9e | 10e | 11e | 12e | 13e | 14e | 15e | 16e | 17e | 18e | 19e | 20e |
| Classement général | 200 | 150 | 120 | 110 | 100 | 90 | 80 | 70 | 60 | 50  | 40  | 30  | 24  | 20  | 16  | 12  | 10  | 8   | 6   | 4   |
| Par étape          | 20  | 10  | 6   | 4   | 2   |    |    |    |    |     |     |     |     |     |     |     |     |     |     |     |

### Sources
- Tour 2016 : le Mont-Saint-Michel, terre d’envol Sport24 Le Figaro.fr, le 9 décembre 2014
- Un départ du Mont-Saint-Michel en 2016, l'Équipe, le 9 décembre 2014
- Tour de France: le départ 2016 depuis la Manche, Radio télévision suisse, le 24 novembre 2014
- (en) Tour de France to start in Normandy and visit Utah Beach in 2016, The Guardian, le 9 décembre 2014